# Joinville
Joinville é um município localizado na região norte do estado de Santa Catarina. Sua população, conforme dados do Censo de 2022 do IBGE, era de 616 317 habitantes, sendo a maior cidade do estado, à frente da capital Florianópolis, e é a terceira mais populosa cidade da Região Sul do Brasil atrás apenas de Porto Alegre e Curitiba (da qual é distante apenas 130 km, sendo assim, mais próxima da capital paranaense do que a do próprio estado). Possui uma área de 1 127,946 km². Pertence à Microrregião de Joinville e à Mesorregião do Norte Catarinense e é sede da Região Metropolitana de Joinville, conforme a Lei Complementar 788 de 2021.
A cidade possui um elevado índice de desenvolvimento humano (0,809) entre os municípios brasileiros, ocupando a 21ª posição nacional. Um estudo apontou Joinville como a segunda melhor cidade para se viver no Brasil. Joinville ostenta os títulos de "Manchester Catarinense", "Cidade das Flores", "Cidade dos Príncipes", e "Cidade da Dança". É ainda conhecida por sediar o Festival de Dança de Joinville (considerado o maior festival de dança do mundo), a Escola do Teatro Bolshoi no Brasil (a única no mundo fora da Rússia) e o Joinville Esporte Clube.
O município ora em estudo tem um dos melhores IDHs de Santa Catarina. A cidade foi criada ao mesmo tempo que Blumenau (segunda metade do século XIX), com grupo étnico semelhante ao da sua cidade contemporânea. Conhecida como um núcleo de imigrantes alemães e pelas indústrias metal-mecânica, de tecidos, de alimentos, softwares, eletrodomésticos, computadores, máquinas, etc. Joinville tem o maior Produto Interno Bruto do estado de Santa Catarina.

## Etimologia
O primeiro nome de Joinville foi Colônia Dona Francisca, cuja história se iniciou quando a princesa Francisca de Bragança, irmã de D. Pedro II, se casou em 1843 com o príncipe francês Francisco Fernando de Orléans, recebendo este o título de príncipe de Joinville. O nome da cidade foi mudado para Joinville, para homenagear o príncipe, que recebeu aquelas terras como dote. Em 1848, o casal negociou as terras pelo menos em parte, com a Sociedade Colonizadora Hamburguesa, pois o pai de Francisco, o Rei da França Luís Felipe havia sido destronado e a família encontrava-se em dificuldades financeiras.  O empreendedorismo dos imigrantes alemães, suíços e noruegueses construiu e deu continuidade ao seu crescimento, tornando Joinville uma das maiores potências regionais.

## História

### Primórdios
Os registros dos primeiros habitantes da região de Joinville datam de 4800 a.C. Os indícios de sua presença encontram-se nos mais de 40 sambaquis e sítios arqueológicos do município. O homem-do-sambaqui praticava a agricultura, mas tinha na pesca e coleta de moluscos as atividades básicas para sua subsistência.[carece de fontes?]
Índios tupis-guaranis (especificamente, carijós) ainda habitavam as cercanias quando chegaram os primeiros imigrantes europeus. No século XVIII, estabeleceram-se, na região, famílias de origem portuguesa, com seus escravos negros, vindos provavelmente da capitania de São Vicente (hoje estado de São Paulo) e da vizinha cidade de São Francisco do Sul. Adquiriram lotes de terra (sesmarias) nas regiões do Cubatão, Bucarein, Boa Vista, Itaum, Morro do Amaral e aí passaram a cultivar mandioca, cana-de-açúcar, arroz e milho, entre outros produtos.[carece de fontes?]

### Origens e povoamento

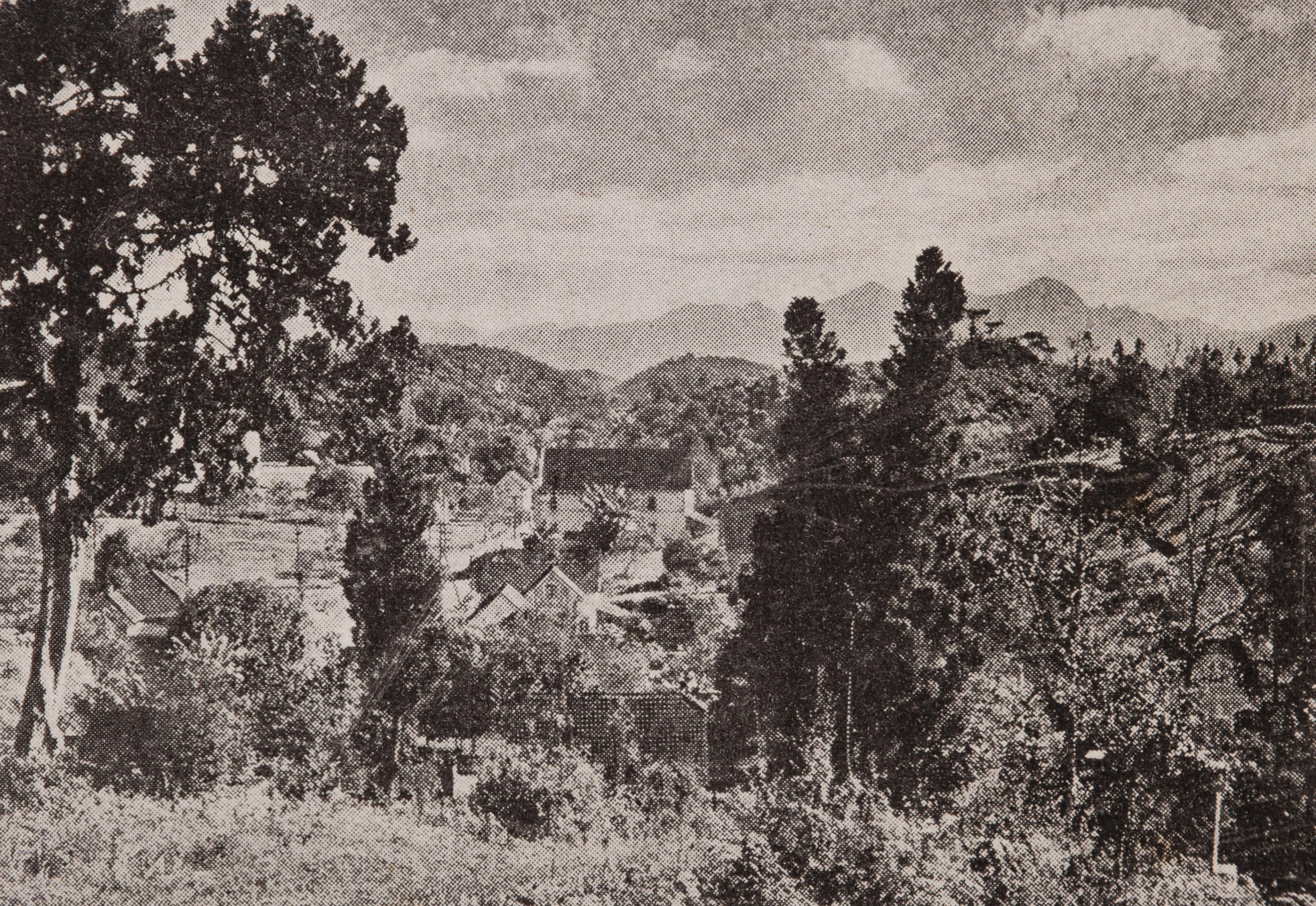
A pitoresca cidade de Joinville e imponente serra que lhe fica próxima, coleção João Baptista de Campos Aguirra, Museu Paulista

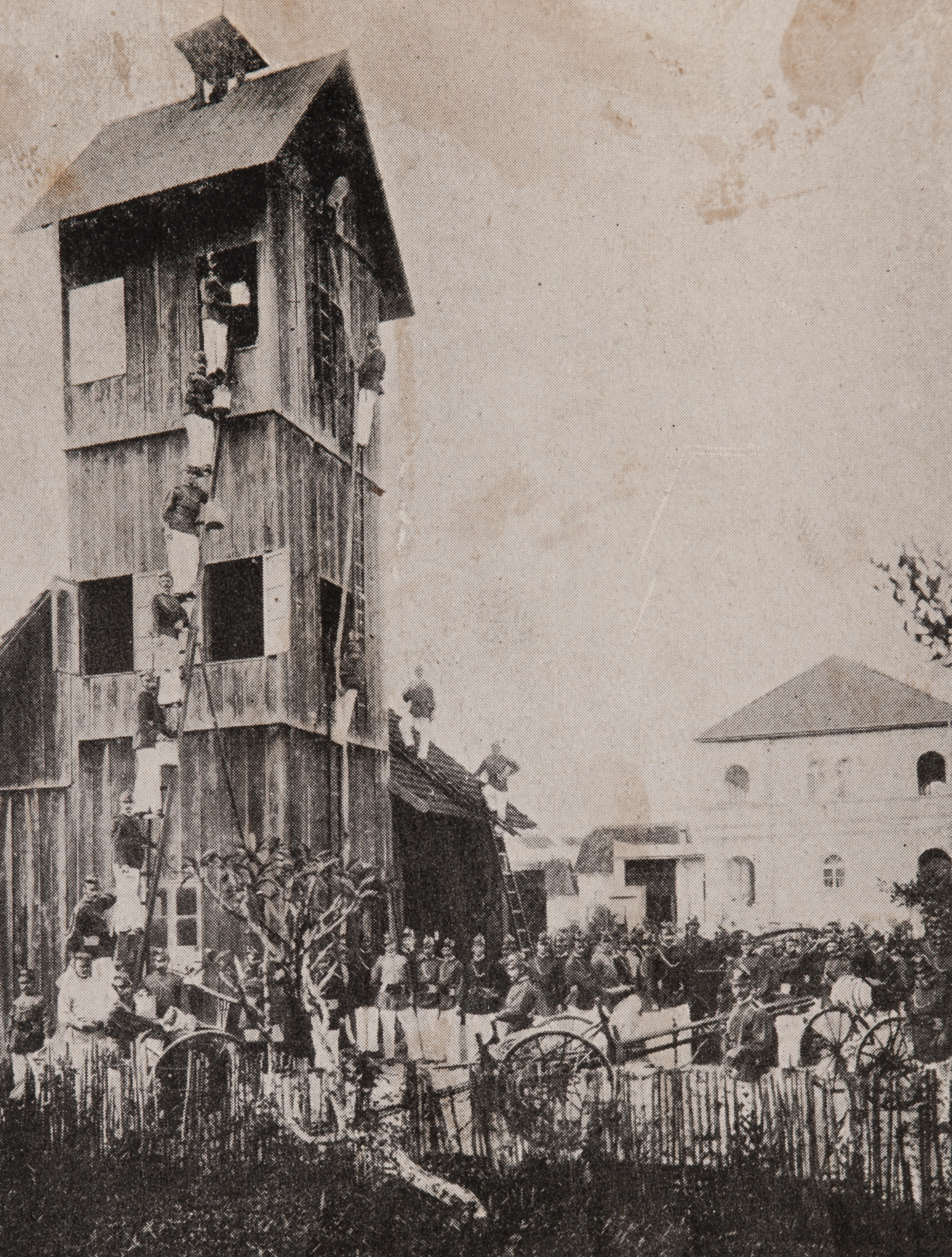
Bombeiros em treinamento, coleção João Baptista de Campos Aguirra, Museu Paulista.

A história de Joinville tem ligação com a princesa do Brasil Francisca de Bragança, que se casou, em 1843, com o Francisco Fernando de Orléans, Príncipe de Joinville, terceiro filho do rei Luís Filipe I. Ela ganhou como prêmio de casamento 25 léguas quadradas em plena Mata Atlântica que se situavam na região do município que ganhou o nome de um dos descendentes do monarca francês.
Porém, depois que o rei Luís Filipe I foi destronado em 1848 e o Príncipe de Joinville se refugiou na Inglaterra, foi que apareceu a ideia de colonizar esse terreno. O Príncipe de Joinville e o senador Christian Mathias Schroeder (que ganhou sem custo algum oito léguas quadradas) aceitaram organizar a colônia, que seria habitada por europeus.
As pessoas que idealizaram foram, além dos já referidos, Léonce Aubé, Jerônimo Francisco Coelho, João Otto, Ottokar Doerffel, Frederico Brustlein e demais indivíduos. Porém, o imenso reconhecimento compete aos imigrantes (quase todos agricultores), que passaram a chegar desde 1851. A barca Colon transportou os imigrantes iniciais. Eram 191 no total, a maioria de suiços, além de alemães e noruegueses. De acordo com o historiador Apolinário Ternes, o projeto iniciou‐se um ano antes da chegada da barca Colon, que partiu de Hamburgo em 1851. Em 1850, veio o vice-cônsul Léonce Aubé, acompanhado de duas famílias de trabalhadores braçais, mais o engenheiro responsável das primeiras benfeitorias e demarcações do que viria a ser a nova colônia, e também do cozinheiro franco-suíço Louis Duvoisin. Louis Duvoisin veio ao Brasil anos antes com a expedição do 1842, o Benoît Jules Mure, na instalação fracassada do Falanstério do Saí. A barca Colon partiu de Hamburgo levando os primeiros imigrantes.  No dia 9 de março do mesmo ano, a barca chegou ao local e foi fundada a Colônia Dona Francisca. A população foi reforçada com a chegada da barca Emma & Louise, com 114 pessoas. Em 1852, foi decidido que, em homenagem ao príncipe François, a cidade passaria a se chamar Joinville.
Uma residência foi construída para administrar os bens do Príncipe de Joinville, com um caminho de palmeiras em frente à casa. A casa que foi construída é atualmente o "Museu Nacional de Imigração e Colonização", e a via à sua frente tornou-se a Alameda Brüstlein, mais conhecida como Rua das Palmeiras, hoje atrativo turístico da cidade.

### Imigração, formação administrativa e história contemporânea
A malária, doença desconhecida na Europa, foi causa de morte de muitos dos imigrantes. Porém, a imigração andou para frente de qualquer maneira com a chegada de novas levas de alemães e Joinville progrediu muito devido a isso e em 1858 se elevou à categoria de freguesia. Criou-se o município por meio da Lei nº 566, de 15 de março de 1866, com o nome de São Francisco Xavier de Joinville que, em seguida, se reduziu para Joinville. O novo município foi instalado em 7 de janeiro de 1869.
Em maio de 1877, Joinville foi elevada da categoria de villa à de cidade. Na época, villas já tinham municipalidade própria, mas cidades contavam com um número maior de vereadores (de sete para nove), entre outras mudanças.
Se a agricultura era a fonte de renda que predominava nos primórdios de Joinville, na atualidade mais de cem indústrias do município são a sua principal atividade econômica. Joinville é um município pertencente à Microrregião homônima.

## Geografia

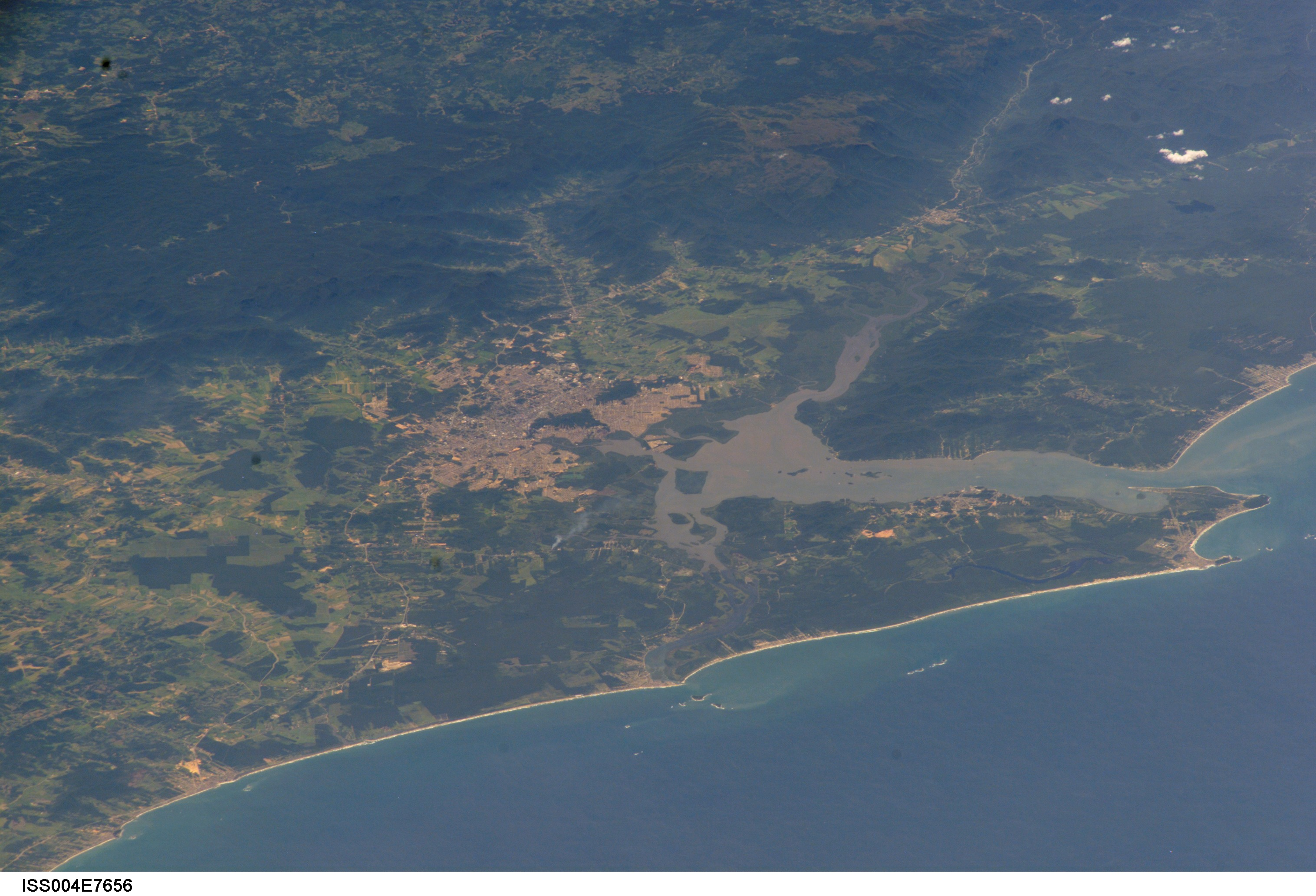
Joinville vista da EEI

A cidade é em geral plana, situando-se ao lado da baía da Babitonga - um dos naturais do município, ocorrendo algumas pequenas elevações conforme vai se afastando.
A altitude da sede é de 4,5 metros, embora, na parte central da cidade, a altitude chegue a apenas quatro metros, o que, em dias de maré muito alta, causa alagamentos. Há morros elevados em torno da cidade. O ponto culminante é o pico Serra Queimada, com 1 325 metros de altitude, na Serra Queimada.
A vegetação em torno da cidade e nos morros em sua área urbana é constituída por remanescentes da mata Atlântica. O rio Cachoeira passa pelo centro da cidade e desemboca na baía da Babitonga. Quase toda a área no entorno do rio é urbanizada, mantendo alguns manguezais preservados.

### Clima
De acordo com a classificação climática Köppen-Geiger, a cidade de Joinville, como todo o estado de Santa Catarina, apresenta clima subtropical.[carece de fontes?] Entretanto, devido à sua baixa altitude média (verificada como sendo de quatro metros), praticamente a nível do mar, apresenta, em média, temperaturas mais elevadas do que o interior catarinense, principalmente nas regiões de maior altitude do estado. As precipitações são abundantes durante todo o ano, ocorrendo com maior frequência no verão. Em Joinville ocorreram algumas enchentes com graves consequências. Entre elas, destacam-se as de 2008 e 2011. Neve no município é algo raro, mas conforme a Empresa de Pesquisa Agropecuária e Extensão Rural de Santa Catarina (Epagri), no dia 23 de julho de 2013 houve registro do fenômeno na cidade.
| Dados climatológicos para Joinville                                                      | Dados climatológicos para Joinville | Dados climatológicos para Joinville | Dados climatológicos para Joinville | Dados climatológicos para Joinville | Dados climatológicos para Joinville | Dados climatológicos para Joinville | Dados climatológicos para Joinville | Dados climatológicos para Joinville | Dados climatológicos para Joinville | Dados climatológicos para Joinville | Dados climatológicos para Joinville | Dados climatológicos para Joinville | Dados climatológicos para Joinville |
| Mês                                                                                      | Jan                                 | Fev                                 | Mar                                 | Abr                                 | Mai                                 | Jun                                 | Jul                                 | Ago                                 | Set                                 | Out                                 | Nov                                 | Dez                                 | Ano                                 |
| ---------------------------------------------------------------------------------------- | ----------------------------------- | ----------------------------------- | ----------------------------------- | ----------------------------------- | ----------------------------------- | ----------------------------------- | ----------------------------------- | ----------------------------------- | ----------------------------------- | ----------------------------------- | ----------------------------------- | ----------------------------------- | ----------------------------------- |
| Temperatura máxima média (°C)                                                            | 29,3                                | 29,1                                | 28,2                                | 26                                  | 23,8                                | 22,1                                | 21,3                                | 21,7                                | 22,6                                | 24,2                                | 26,3                                | 27,7                                | 25,2                                |
| Temperatura média (°C)                                                                   | 25,1                                | 25,1                                | 24,1                                | 21,8                                | 19,5                                | 18                                  | 17,1                                | 17,6                                | 18,8                                | 20,6                                | 22,4                                | 23,6                                | 21,1                                |
| Temperatura mínima média (°C)                                                            | 21                                  | 21,1                                | 20,1                                | 17,6                                | 15,3                                | 14                                  | 12,9                                | 13,6                                | 15,1                                | 17                                  | 18,5                                | 19,5                                | 17,1                                |
| Precipitação (mm)                                                                        | 258                                 | 234                                 | 216                                 | 122,1                               | 111,3                               | 98,6                                | 107,7                               | 98                                  | 137                                 | 173,4                               | 159                                 | 208                                 | 1 923,3                             |
| Fonte: Climate-Data.org (médias de temperatura)                                          |                                     |                                     |                                     |                                     |                                     |                                     |                                     |                                     |                                     |                                     |                                     |                                     |                                     |
| Fonte 2: Empresa Brasileira de Pesquisa Agropecuária (EMBRAPA) (precipitação: 1976-2005) |                                     |                                     |                                     |                                     |                                     |                                     |                                     |                                     |                                     |                                     |                                     |                                     |                                     |

## Política

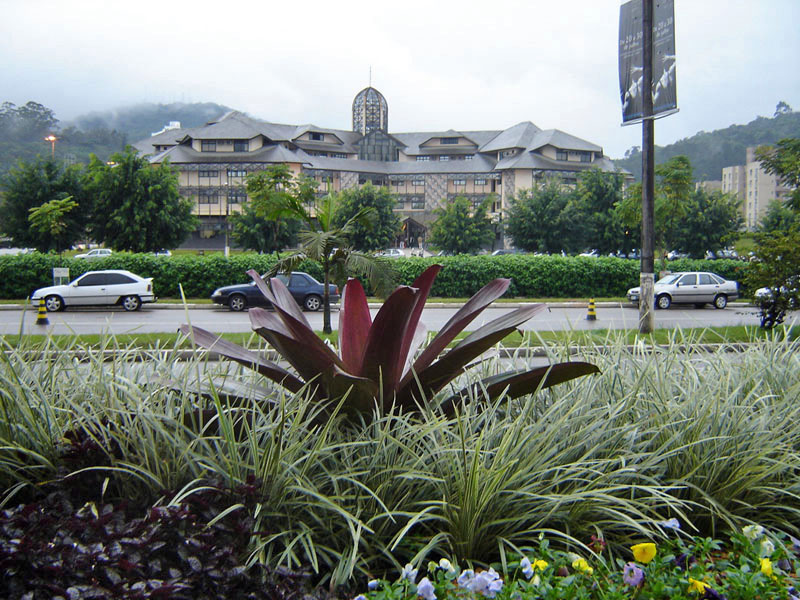
Fórum de Joinville

A administração municipal se dá pelo poder executivo e pelo poder legislativo.
Até 2021, Joinville teve 46 mandatos no cargo de prefeito. O eleito nas eleições municipais no Brasil em 2020 para ocupar o cargo de 2021 a 2024 foi Adriano Bornschein Silva, do NOVO com 55,43% no 2º turno. Em 2024, foi reeleito em primeiro turno com 78,69% dos votos válidos
O Poder legislativo da cidade de Joinville é constituído pela Câmara Municipal, composta por 19 vereadores eleitos para mandatos de quatro anos (em observância ao disposto no artigo 29 da Constituição Brasileira de 1988.

### Cidades-irmãs
- Zhengzhou, China[32]
- Chesapeake, EUA[32]
- Spišska Nová Ves, Eslováquia[32]
- Langenhagen, Alemanha[33]
- Joinville-le-Pont, França[32]
- Schaffhausen, Suíça[34][35]
- Guaíba, Brasil[36]

## Economia

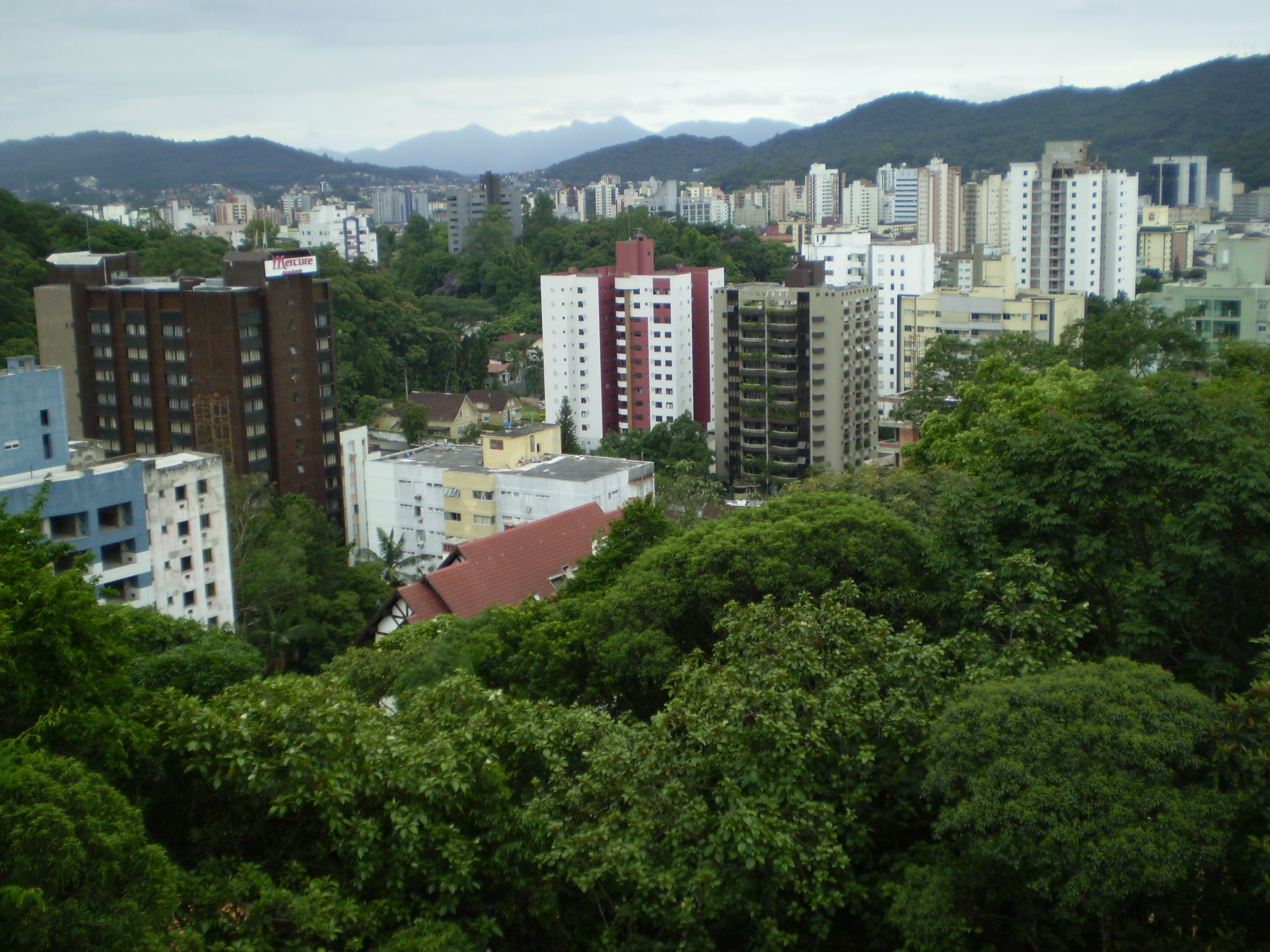
Imagem do centro de Joinville

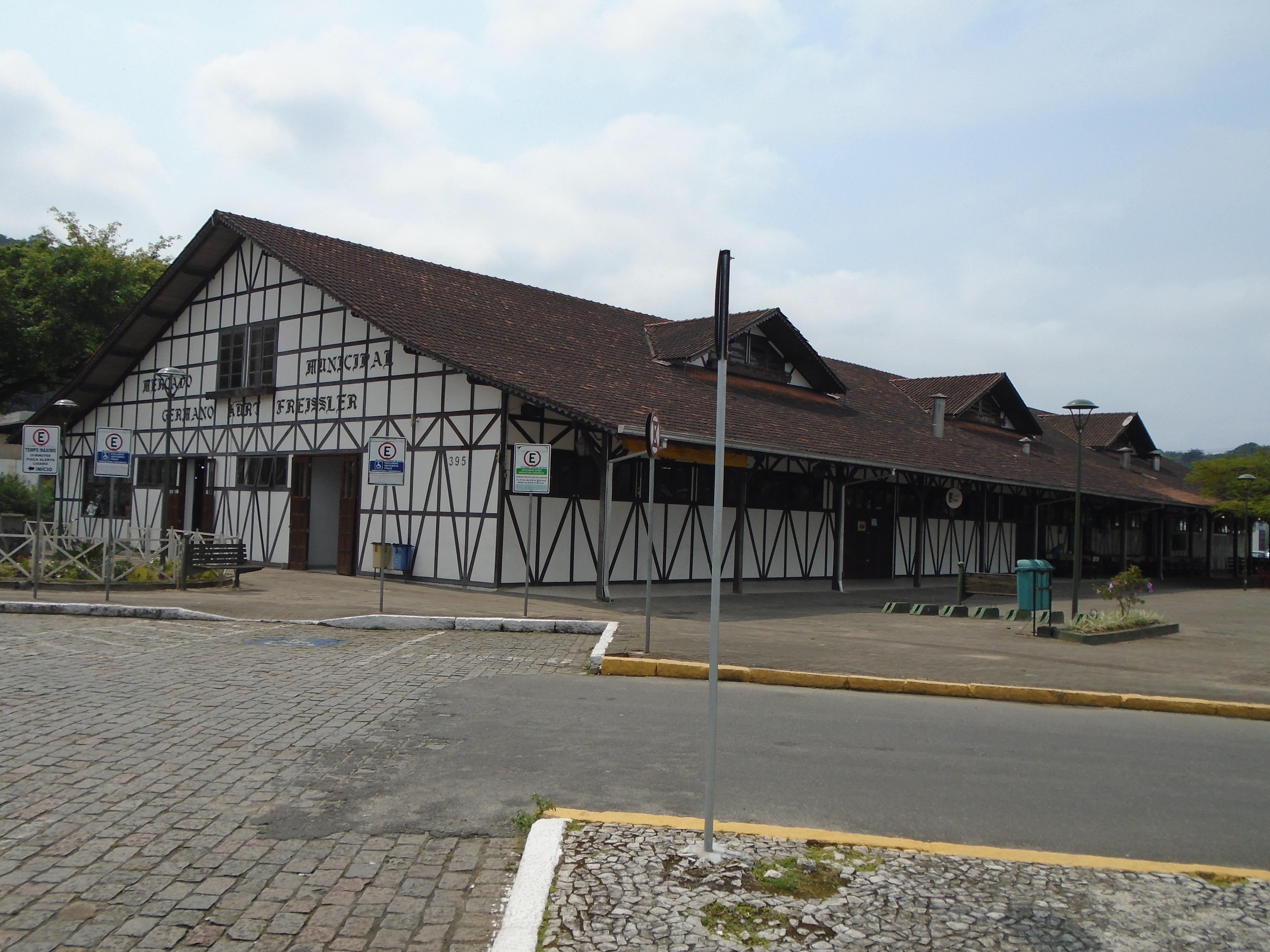
Mercado Público de Joinville

A abastada classe de industriais da região criou, logo no início do século XX, a Associação Comercial e Industrial de Joinville (atual Associação Empresarial de Joinville). Hoje, a região produz 18,9 por cento (valor adicionado fiscal) do produto interno bruto do estado de Santa Catarina.[carece de fontes?]
Joinville é cortada por várias rodovias e linha férreas que também contribuíram para tornar a cidade o 3º maior polo industrial da Região Sul do Brasil. Apesar do progressivo aumento do sector terciário do centro, a atividade industrial continua com grande relevância, laborando, na sua cintura industrial, grandes conglomerados do setor metal-mecânico, químico, plásticos, têxtil e de desenvolvimento de software, tornando-a um grande polo dessa tecnologia.[carece de fontes?]
Sendo a cidade mais importante industrialmente em Santa Catarina, possui muitos dos mais importantes grupos econômicos do país, em diversos setores – tais como a Amanco (antiga Akros), Döhler, Embraco, Tigre, Tupy, Totvs, Britânia, Krona, General Motors, Whirlpool, Wetzel, Laboratório Catarinense, Siemens, entre outras.[carece de fontes?]
Joinville é o maior polo metalúrgico de Santa Catarina, sendo a Fundição Tupy a maior do Estado. Outra marca importante da cidade é que ela é o maior polo industrial de ferramentaria do estado.

## Infraestrutura

### Transportes

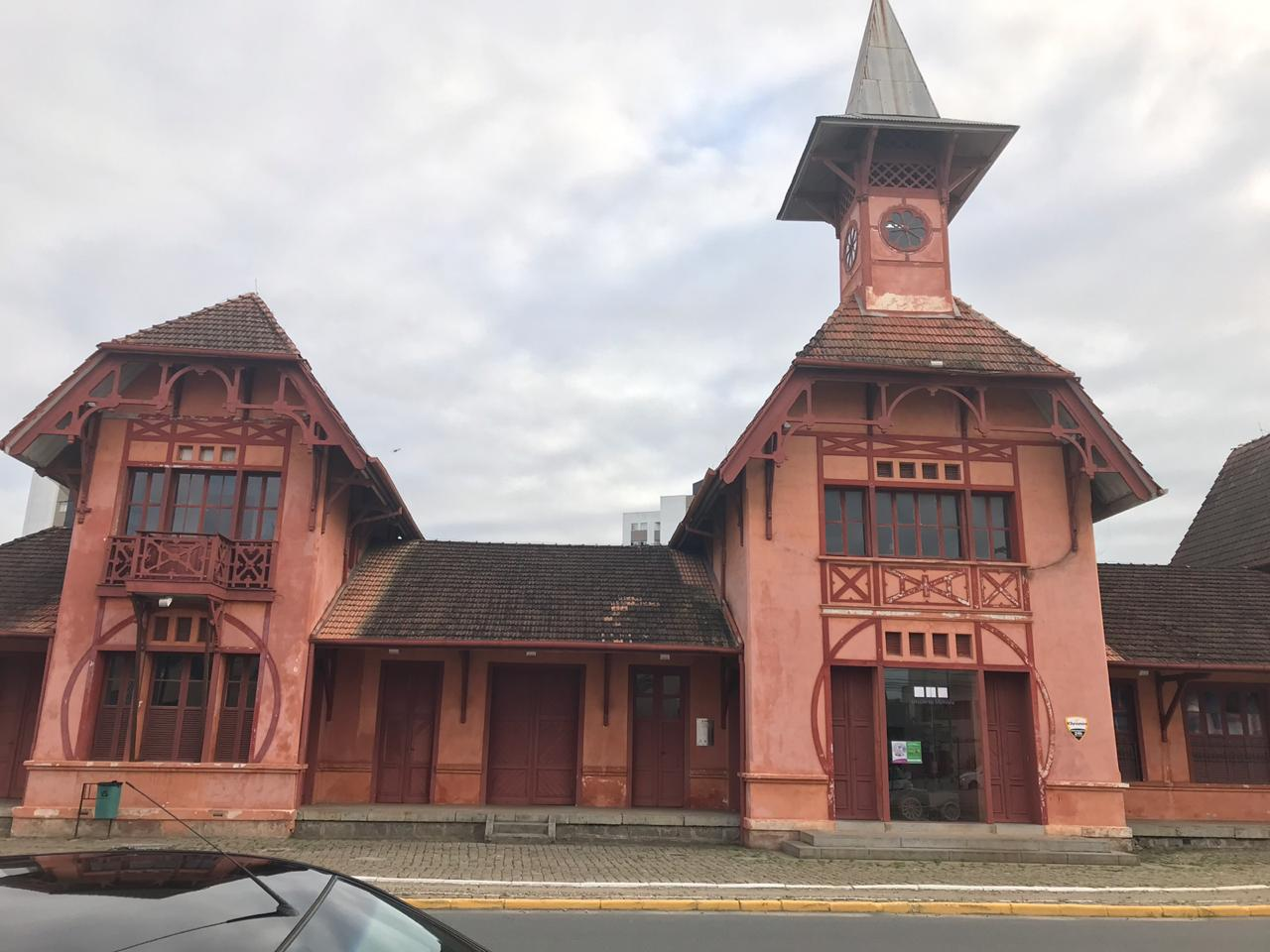
Estação Memória

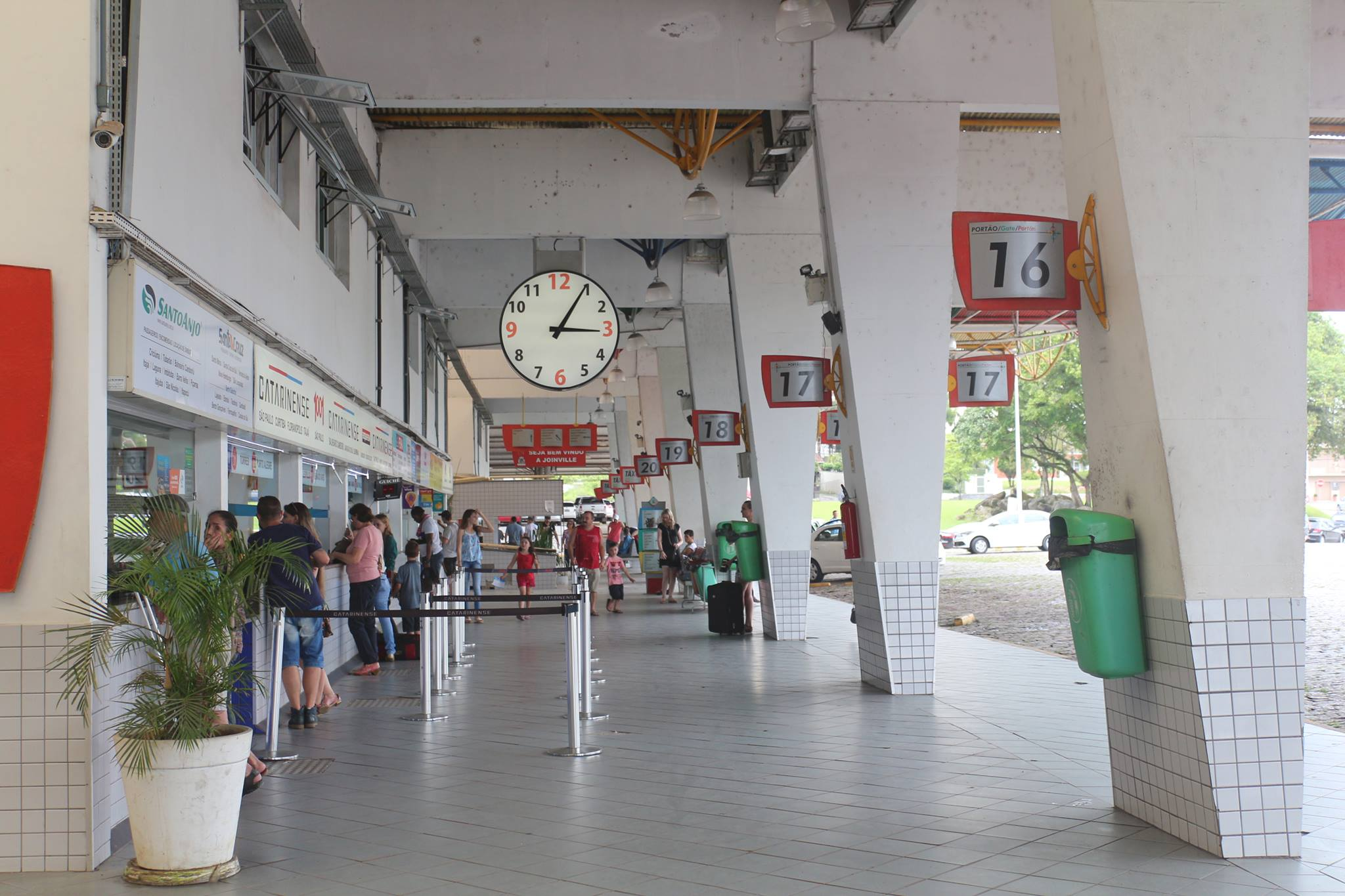
Estação Rodoviária Harold Nielson

O  Aeroporto de Joinville, Lauro Carneiro de Loyola, está localizado a 13 km do Centro da cidade, a 75 km do Aeroporto de Navegantes, a 110 km do Aeroporto de Curitiba e a 163 km do Aeroporto de Florianópolis. Em 2012, registrou um movimento de 484742 passageiros e cerca de 10 000 pousos e decolagens.  No dia 8 de março de 2004, em meio às comemorações de 153 anos de Joinville, o aeroporto inaugurou um novo terminal de passageiros de quatro mil metros quadrados e capacidade para atender a até 500 000 passageiros por ano. Também foram construídos um prédio administrativo e uma torre de controle. O aeroporto adequou-se ao conceito de "aeroshopping" que a Infraero implementou em seus aeroportos. O número de lojas passou de oito para 22 no novo terminal. Partindo da cidade, existem diversos voos diários para São Paulo (Congonhas, Guarulhos e Campinas), e Porto Alegre, através das Companhias Gol, LATAM, Voepass e Azul Linhas Aéreas.
A Rodoviária de Joinville, Estação Rodoviária Harold Nielson está localizada na Rua Paraíba, no bairro Anita Garibaldi. A Rodoviária Harold Nielson opera oficialmente desde 9 de março de 1974, e passou por uma grande reforma que culminou na reinauguração no ano de 2001. Entre os anos de 2007 a 2009 ficou abandonada, até a Conurb se oferecer para administrá-la em 2010. Desde então a rodoviária ganhou um grande estacionamento para veículos, aumento na segurança e os sanitários voltaram a ser gratuitos. Joinville conta com dez terminais, operando em sistema integrado.[carece de fontes?]
A Estação Ferroviária de Joinville está localizada na Rua Leite Ribeiro, também no bairro Anita Garibaldi. O prédio da estação foi construído no ano de 1906 pela Estrada de Ferro São Paulo-Rio Grande, onde é atendida pela Linha do São Francisco, que liga a cidade à São Francisco do Sul (no Porto da cidade) e à Porto União. Por muitos anos foi o principal terminal de passageiros e de cargas na cidade, tendo servido a antiga Rede Ferroviária Federal. Após o último trem de passageiros (que ligava Joinville a Corupá) parar pela última vez em sua estação ferroviária em janeiro de 1991, tanto a ferrovia quanto a estação permaneceriam de uso exclusivo para o transporte de cargas. Atualmente, a Linha do São Francisco encontra-se em sua grande parte concedida à Rumo Logística, enquanto que a Estação Ferroviária de Joinville abriga a Estação da Memória, um centro cultural de preservação da memória ferroviária da cidade.

### Educação

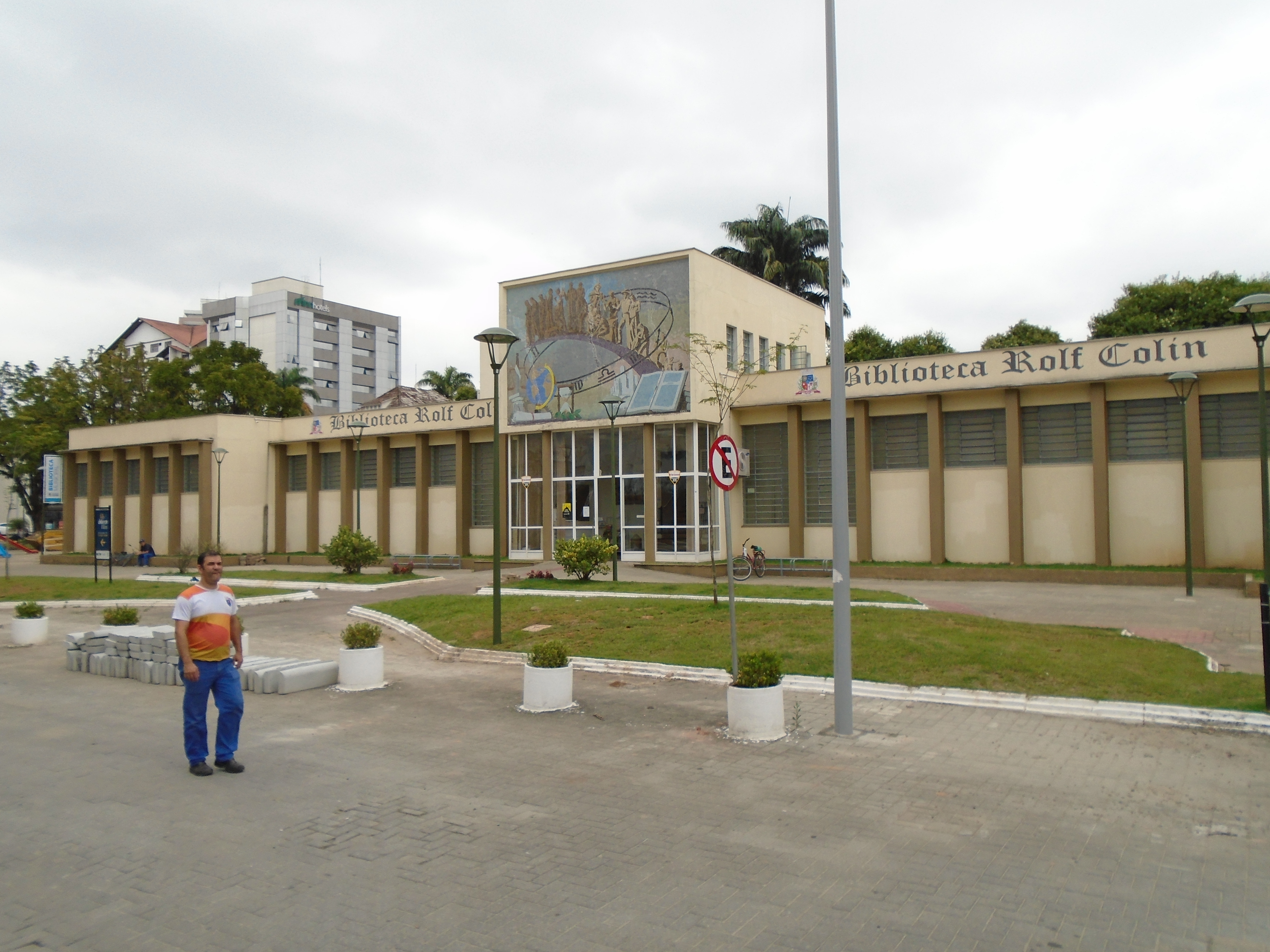
Biblioteca Rolf Colin

O município de Joinville orgulha-se de ter a melhor educação pública do Brasil entre as cidades com mais de 500 mil habitantes, reconhecida pelo ministério da educação. 
No ensino superior, predominam os cursos de engenharia, sobretudo na Universidade do Estado de Santa Catarina e na Universidade Federal de Santa Catarina. Entre as principais instituições de ensino superior de Joinville estão o Instituto Federal de Santa Catarina, a Universidade do Estado de Santa Catarina, a Universidade Federal de Santa Catarina (UFSC), Centro Universitário - Católica de Santa Catarina, Universidade da Região de Joinville, entre outras.[carece de fontes?]

### Saúde

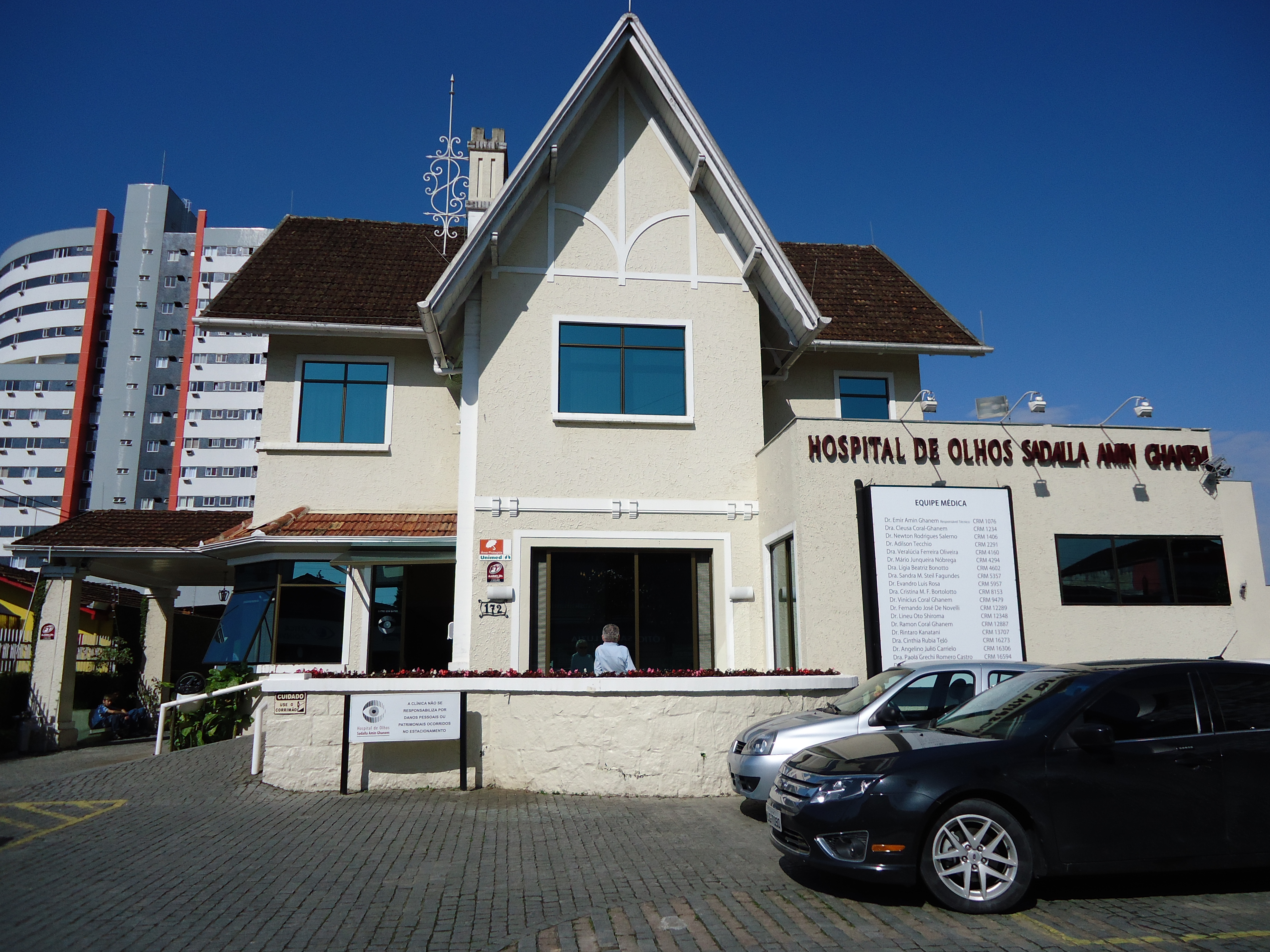
Hospital de Olhos Sadalla Amin Ghanem em seu antigo endereço

Joinville possui clínicas especializadas principalmente em cirurgia (geral, cabeça, pescoço, pediátrica, plástica, torácica e vascular), pediatria, psiquiatria, obstetrícia, odontologia, neurologia, oftalmologia, otorrinolaringologia, ginecologia, urologia, endocrinologia, ortopedia, nefrologia, entre outras. Há registro (até 5 de março de 2011) de sete hospitais, 635 consultórios médicos, 86 consultórios odontológicos, 54 postos de saúde, 146 farmácias, quatro prontos-socorros e 36 ambulâncias.[carece de fontes?]
Além dos sete hospitais, a cidade ainda possui: Maternidade Darci Vargas, situada no bairro Anita Garibaldi e próxima ao Hospital São José; Instituto Pró-Rim, referência no país, localizado na Rua Xavier Arp, no bairro Iririú; Hospital de Olhos Sadalla Amin Ghanem, localizado na  rua Camboriú no bairro Glória.[carece de fontes?]
A taxa de mortalidade infantil média na cidade é de 7.57 para 1000 nascidos vivos. As internações devido a diarreias são de 0.2 para cada 1.000 habitantes. Comparado com todos os municípios do estado, fica nas posições 155 de 295 e 235 de 295, respectivamente.[carece de fontes?]

### Segurança

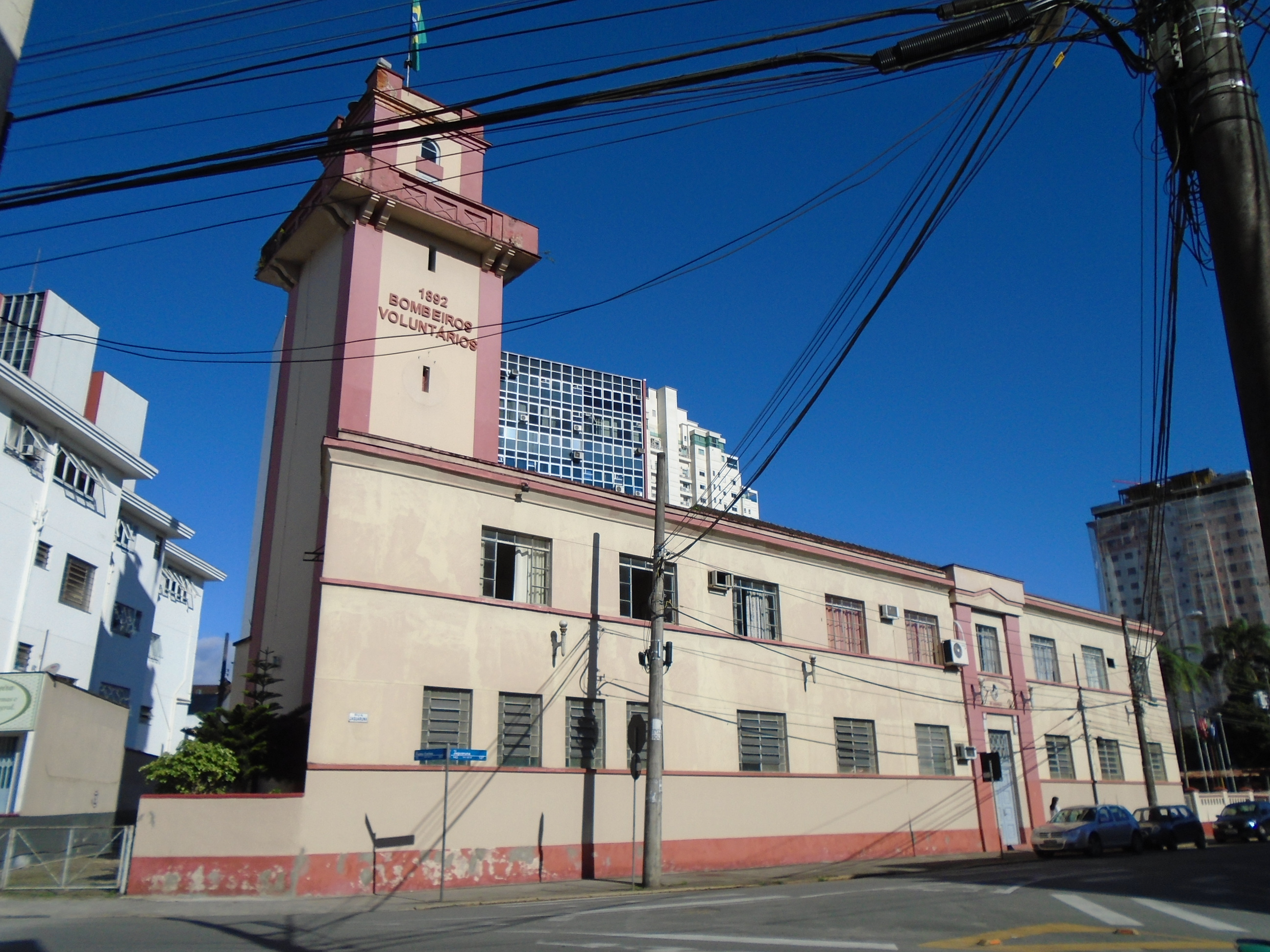
Corpo de Bombeiros de Joinville

Joinville é atendida por dois batalhões da Polícia Militar de Santa Catarina, o 8° Batalhão (8° BPM), que atende a região Norte da cidade, e o 17° Batalhão (17° BPM) com atuação na região Sul, ambos subordinados ao comando da 5ª Região de Polícia Militar (5ª RPM), com sede na região central de Joinville. A Polícia Militar atende a cidade com as mais diversas modalidades de policiamento: Rádio Patrulhamento, Regimento de Polícia Montada (Cavalaria), Patrulhamento com Bicicletas (Bike Patrulha), e o policiamento tático da Companhia de Patrulhamento Tático do 8° Batalhão (8° CPT), que por sua vez abriga o 1° e o 2° Pelotão de Patrulhamento Tático; o 3° Pelotão de Paramédicos (primeira e única unidade de paramédicos da Polícia Militar em Santa Catarina); 4° Pelotão ROCAM (Rondas Ostensivas com Apoio de Motocicletas); e o Grupamento de Policiamento com Cães (CANIL).
A cidade abriga também a 2ª Companhia do Batalhão de Aviação da Polícia Militar de Santa Catarina (BAPM), operando helicóptero Águia 01, aeronave modelo Esquilo AS-350B2 (de matricula PR-HTA) que atua em ações policiais, operações de resgate, busca e salvamento, além de ser usado em alguns casos para transferências hospitalares que exijam menor tempo de deslocamento. Além de Joinville, a base do BAPM em Joinville atende toda a região Norte de Santa Catarina. Anexo a 2ª Companhia de Aviação encontra-se o Posto 18 da 4ª Companhia de Polícia Militar Rodoviária, responsável pela fiscalização da malha viária estadual de Joinville, Garuva e Itapoá.
Além da estrutura da Polícia Militar, Joinville conta com dez delegacias da Polícia Civil do Estado de Santa Catarina, sendo duas especializadas: Delegacia de Homicídios (DH) e a Delegacia de Proteção à Criança, Adolescente, Mulher e Idoso (DPCAMI)
Desde 2013, a cidade conta com a Guarda Municipal, criada com o intuito de reforçar a segurança pública na cidade. A Guarda Municipal de Joinville é a responsável pela proteção do patrimônio municipal, policiamento preventivo e fiscalização de trânsito, com o efetivo de aproximadamente 40 agentes armados.

### Abastecimento de água
A Companhia Águas de Joinville é uma empresa pública de saneamento básico da Prefeitura Municipal, responsável pelo tratamento e distribuição de água potável, além da coleta e tratamento de esgoto da cidade desde 2005 (ano em que a concessão mudou de estadual para municipal). A reserva de água tratada totaliza 56 milhões de litros. São 13 reservatórios e duas Estações de Tratamento de Água (ETAs): Cubatão e Piraí, com capacidade total de 2350 l/s, que abastecem 99 por cento do município. A Águas de Joinville também administra 13 Estações de Tratamento de Esgoto (ETEs), sendo as principais as ETEs Jarivatuba, Espinheiros, Profipo e Morro do Amaral.[carece de fontes?]

### Mídia

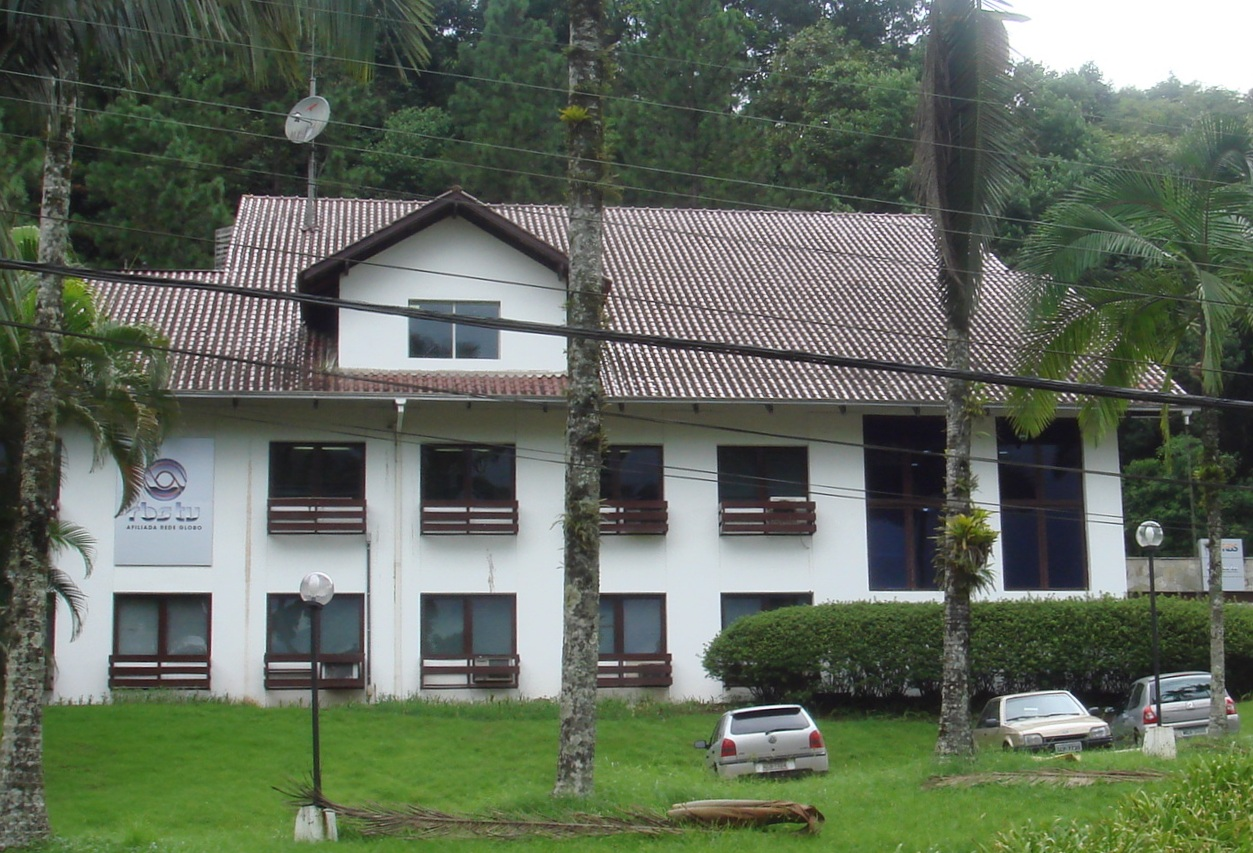
NSC TV Joinville

O Jornal A Notícia e o Jornal Notícias do Dia, são os jornais diários, editados na cidade. Também existem jornais menores com periodicidade indefinida: Jornal da Cidade e o Correio Joinvilense, além do jornal O Vizinho.[carece de fontes?]
A cidade possui duas emissoras comerciais de televisão, sendo NSC TV Joinville (afiliada TV Globo) e NDTV Joinville (afiliada Record TV). A TV Brasil Esperança, é uma emissora educativa de caráter comunitário na cidade. A cidade também dispõe de duas emissoras de TV comercial em canal fechado (TV a cabo): TV Cidade e TV Babitonga.[carece de fontes?]
Joinville possui também 12 emissoras de rádio, 4 em AM, sendo Colon 1090, Cultura 1250, Difusora Arca da Aliança 1480 e Clube 1590 e 8 em FM que são, 89 FM 89,5 - Jovem Pan 91,1 - Udesc 91,9 - CBN Joinville 95,3 - Nativa FM 103,1 - Atlântida 104,3 - Joinville Cultural 105,1 e 107 FM em 107,5, também conta com mais 4 emissoras comunitárias em FM, que são, Leste FM 87,9 - União Sul FM 87,9 - Nova Brasília FM 87,9 e Pirabeiraba FM 87,9.[carece de fontes?]

## Cultura

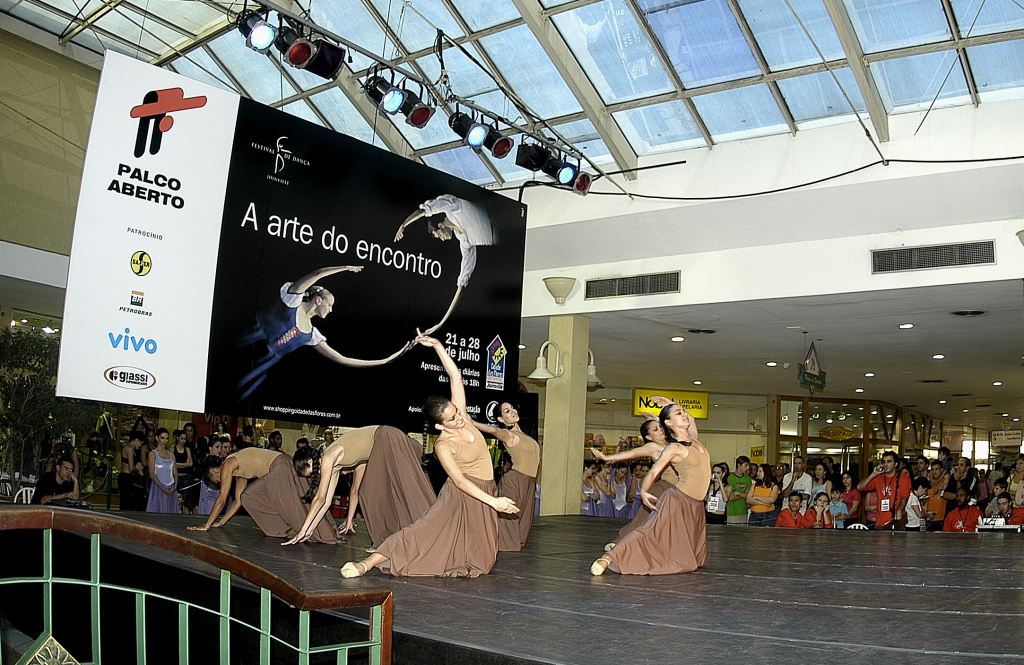
Apresentação do Festival de Dança de Joinville no Shopping Cidade das Flores.

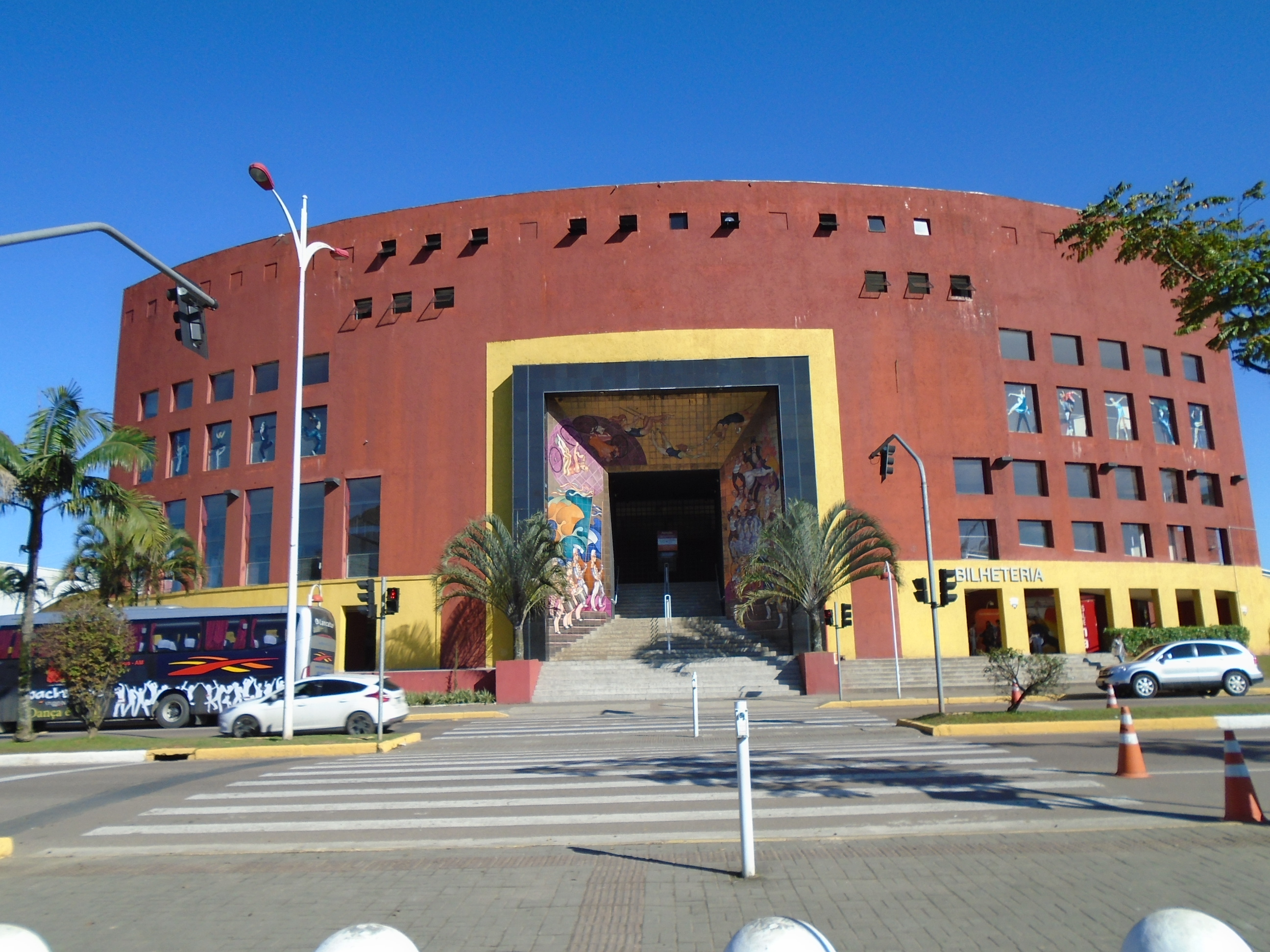
Complexo Centreventos Cau Hansen

Por seus atributos culturais, Joinville recebeu diversos títulos ao longo das décadas de 1940, 60 e 80, tornando-se conhecida como "Cidade dos Príncipes", "Cidade das Flores", "Cidade das Bicicletas", "Manchester Catarinense", e "Cidade da Dança".[carece de fontes?]
A cidade destaca-se por importantes museus e pontos de interesse histórico, tais como o Museu de Arte de Joinville, Museu Nacional de Imigração e Colonização, Estação da Memória, Museu Casa Fritz Alt, Museu da Bicicleta de Joinville, Galeria de Artes Victor Kursancew, Museu Arqueológico de Sambaqui de Joinville e Casa da Memória.[carece de fontes?]
Inúmeros eventos culturais são marcantes na cidade. A Festa das Flores acontece há 75 anos. O Festival de Dança de Joinville - reconhecido como o maior do mundo em seu gênero (consta no Guinness Book) - chega a sua 32ª edição em 2014. A Coletiva de Artistas de Joinville acontece há 31 anos ininterruptos. Recentemente, a cidade passou a sediar também um festival de música instrumental, o Joinville Jazz Festival.[carece de fontes?]
Uma filial da Escola do Teatro Bolshoi, a única fora da Rússia, é destaque na formação de bailarinos e bailarinas, oferecendo formação de qualidade a estudantes carentes. A produção artística acontece em centros culturais, museus, casa da cultura, centro de eventos, mercado público, teatros, na Cidadela Cultural Antarctica (antiga fábrica de cervejas), e também em escolas, universidades, associações de moradores, igrejas e praças públicas. [carece de fontes?]
A Joinville contemporânea caracteriza-se por ser rica na diversidade cultural de seu povo. O aspecto pluralista permite as mais diferentes expressões, das mais diversas culturas e etnias formadoras, da dança clássica ao hip hop, dos corais étnicos à música lírica, da música clássica ao chorinho, do pop rock à música sertaneja e gauchesca. O carnaval de rua, aberto a todos, foi resgatado em 2005. Hoje, a Rua Visconde de Taunay é uma via gastronômica, devido ao movimento noturno e à quantidade de bares e restaurantes no local. Filho de joinvilense, o músico carioca Mú Carvalho, tecladista do grupo instrumental A Cor do Som, emprestou o nome da cidade a uma de suas composições, gravada em seus CDs solo Óleo sobre Tela e Ao Vivo.[carece de fontes?]

### Patrimônio

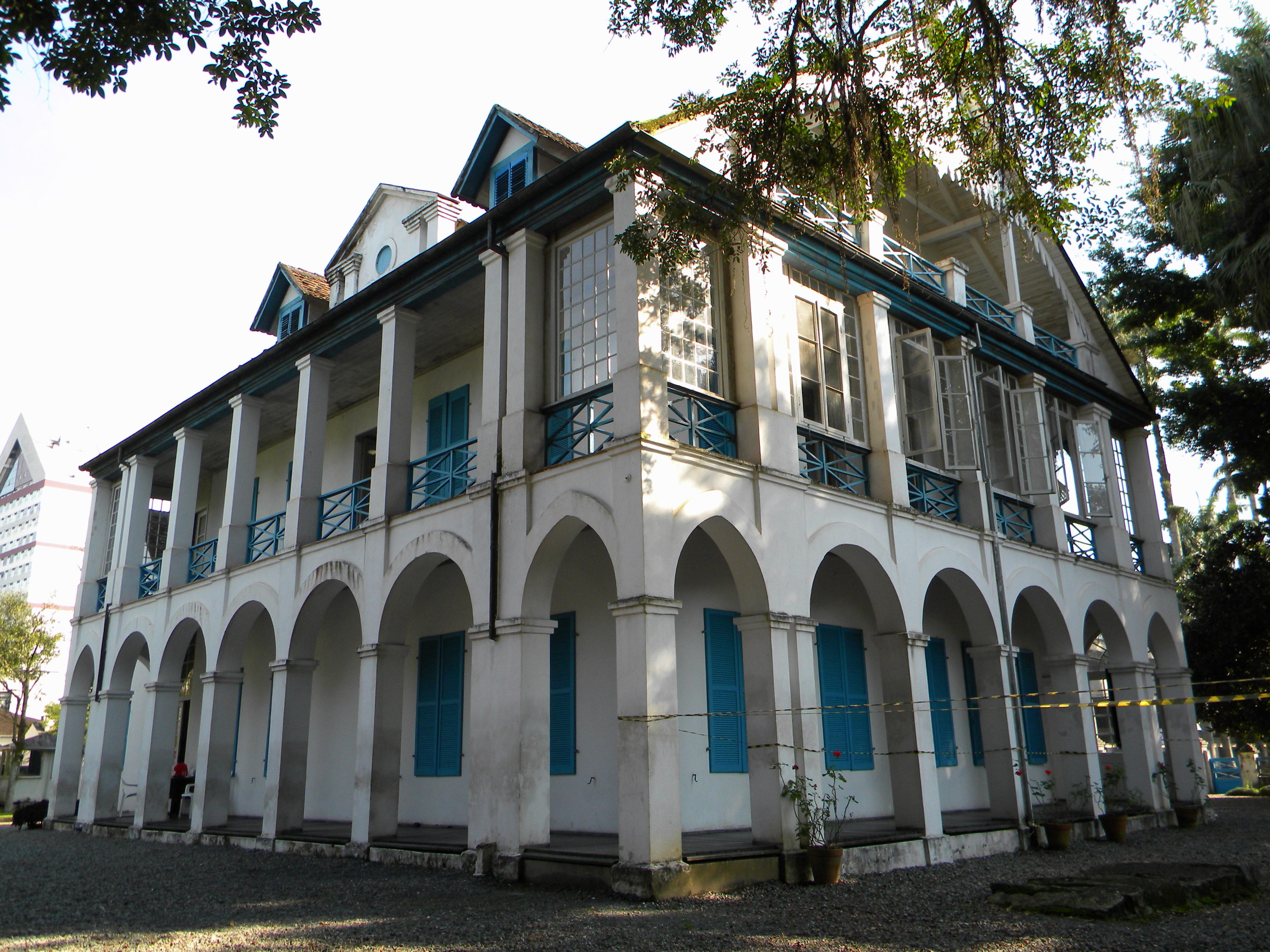
Museu Nacional de Imigração e Colonização

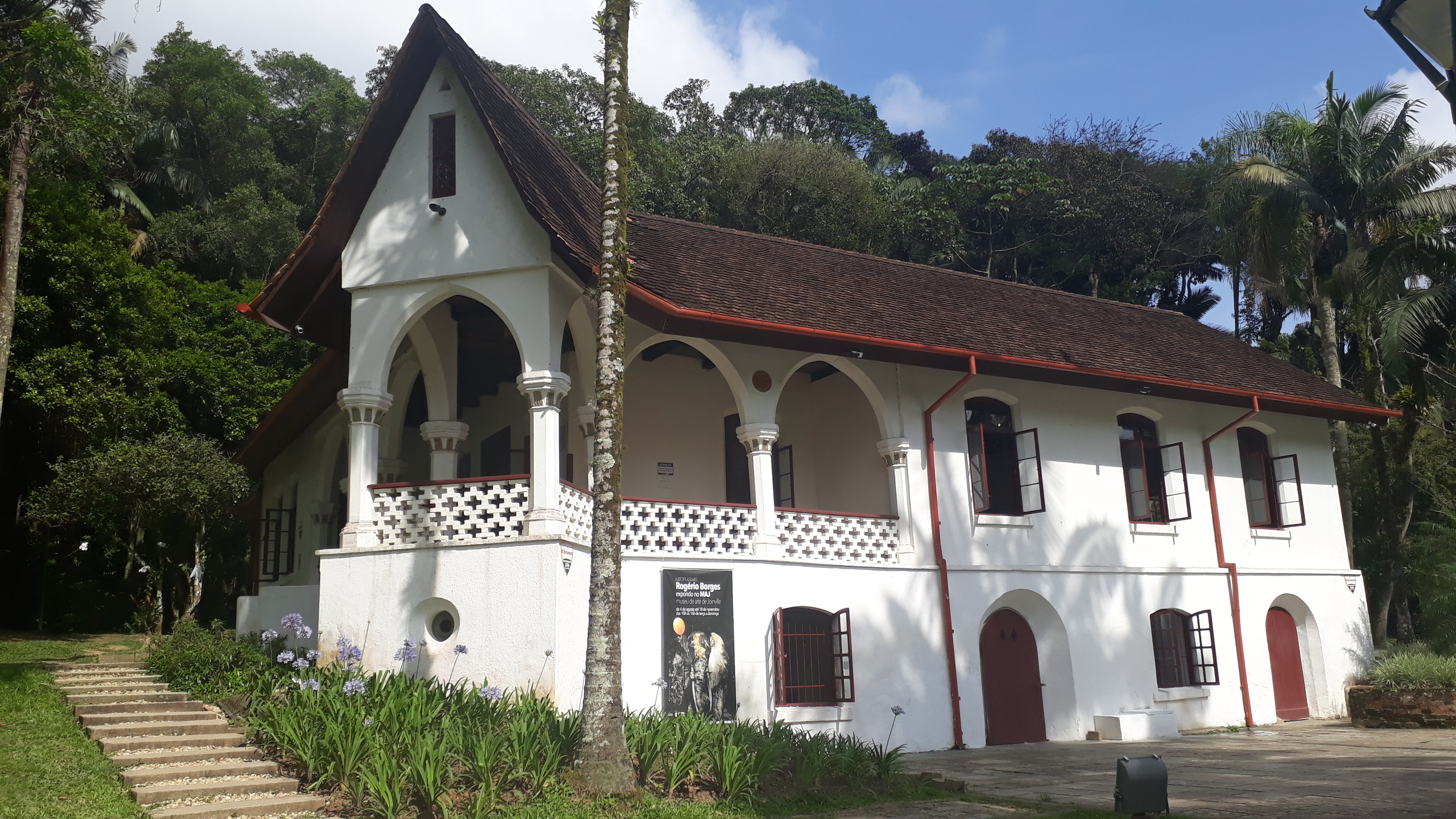
Museu de Arte de Joinville (MAJ)

O patrimônio cultural, ainda preservado, permite a convivência harmoniosa entre o passado e o presente. No patrimônio arquitetônico, destacam-se as construções que mesclam as influências dos imigrantes com as adaptações necessárias ao local. Casas autênticas em enxaimel, centenárias, ainda podem ser vistas no centro, nos bairros e na área rural. Casarões do século chamam a atenção pela angulação dos telhados, em "V". Antigas fábricas ainda preservam suas grandes chaminés, como marcos do desenvolvimento da cidade com vocação industrial.[carece de fontes?]
A Fundação Cultural de Joinville mantém cinco museus, sendo o mais famoso o Museu Nacional de Imigração e Colonização de Joinville, que conta um pouco da história dos primeiros imigrantes da cidade. Outro importante museu é o Museu de Arte de Joinville, em uma das mais antigas construções da cidade, com acervo importante de arte local, estadual e nacional. Na antiga casa de Fritz Alt, há o Museu Casa Fritz Alt, com peças do artista. O Museu da Bicicleta de Joinville, o MuBi, com acervo de mais de 16 mil peças, é único do gênero em toda América Latina.[carece de fontes?]
O patrimônio arqueológico é outro destaque, já que existem mais de 40 sambaquis no município, sendo dez deles em área urbana. O Museu Arqueológico de Sambaqui é referência internacional no assunto, já que conserva em seu acervo mais de 20 mil peças. Um sambaqui preservado pode ser visitado no Parque Municipal da Caieira, uma área de preservação permanente junto à Baía da Babitonga, que integra manguezais, mata atlântica, sítios arqueológicos e ruínas da antiga fábrica de cal, que utilizava os "casqueiros" dos sambaquis como matéria-prima.[carece de fontes?]
Como patrimônio imaterial (ligado aos saberes e fazeres), o destaque é a culinária. A cachaça, o melado, os produtos coloniais e a culinária colonial típica, principalmente suíça e alemã, ainda resistem aos processos de industrialização. As confeitarias da cidade - uma atração cultural à parte - são reconhecidas por suas tortas, cucas e pelo apfelstrudel (strudel de maçã). Existe em Joinville a Praça dos Suíços, em homenagem a expressiva imigração Suíça na cidade. Há várias fábricas de chocolate caseiro. O artesanato local é simples e com forte predominância dos artigos confeccionados com tecidos e roupas feitos à mão, pintados ou bordados. Recentemente, tem-se destacado o artesanato com fibra de bananeira, uma cultura agrícola ainda abundante no meio rural.[carece de fontes?]
Além da língua nacional, o português, outros idiomas originados na Europa são falados por alguns moradores e integrantes da população joinvilense com um pouco mais de idade: dentre eles, o alemão e o italiano.[carece de fontes?]

### Esportes

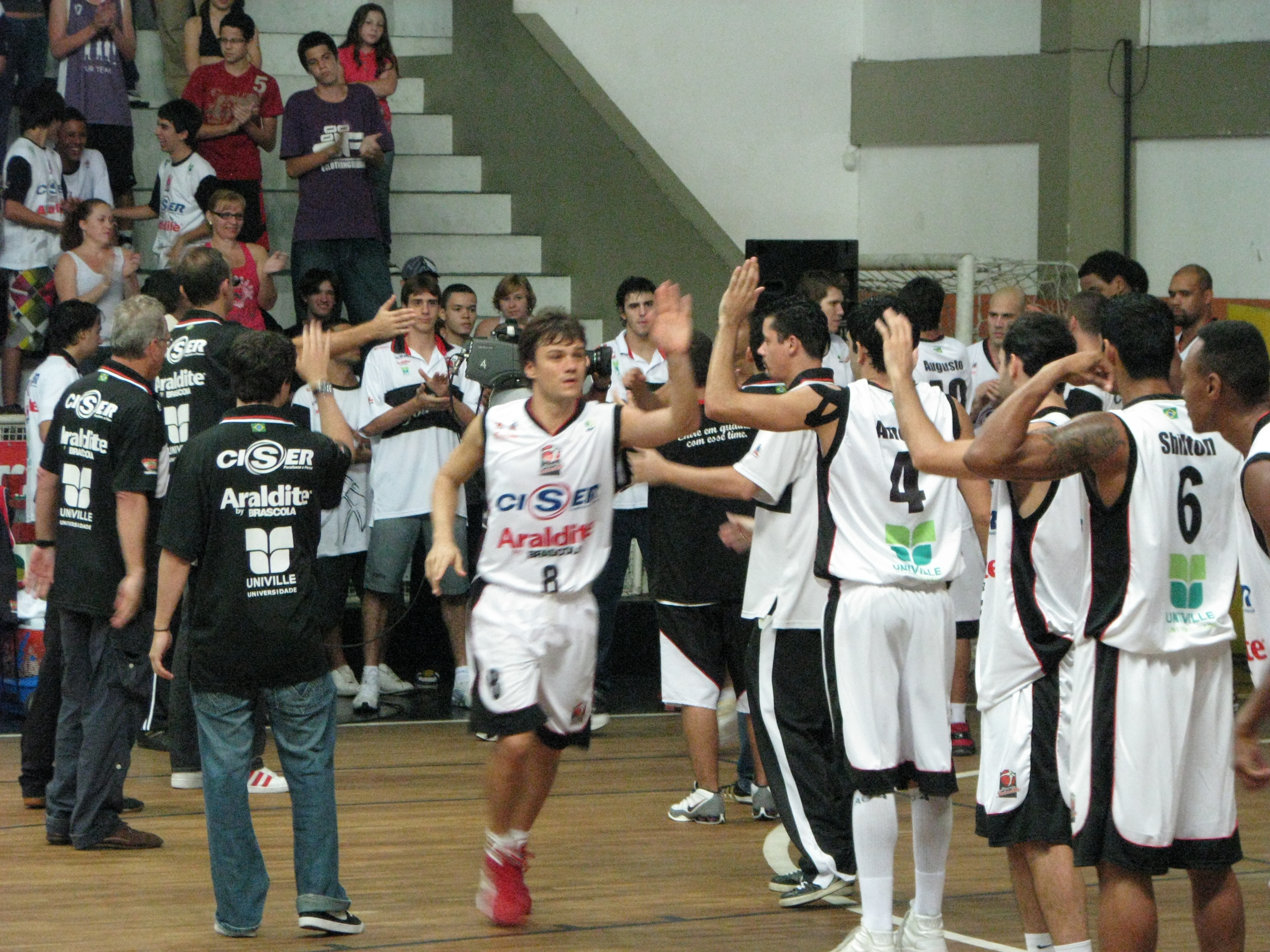
Joinville Basquete Associados

O tiro ao alvo e a ginástica foram os primeiros esportes praticados pelos imigrantes, mas atualmente o futebol é o esporte de maior popularidade entre os joinvilenses, especialmente a partir do início século XX. Joinville conta com um grande clube desportivo em atividade, o Joinville Esporte Clube. Outro clube de grande porte na cidade foi o extinto Caxias Futebol Clube. Existem ainda numerosos clubes de menor dimensão dedicados ao futebol amador, mas com função social de grande relevo em seus bairros. Ao longo do tempo, clubes dedicados ao remo, modalidade anteriormente praticada junto ao rio Cachoeira, foram gradualmente desaparecendo. Clubes recreativos tradicionais, como o América Futebol Clube, também possuem boa estrutura esportiva, oferecendo possibilidade de prática em esportes variados como futebol, futsal, futebol americano (Joinville Gladiators e Red Lions Football), ginástica artística, ginástica rítmica, handebol, judô, natação, tênis e voleibol.[carece de fontes?]
Em esportes individuais, alguns atletas joinvilenses conseguiram grande destaque internacional. Na natação, Eduardo Fischer conquistou a medalha de bronze no Campeonato Mundial de Natação em Piscina Curta de 2002, na modalidade 50 metros peito. Maurício Gugelmin, piloto de Fórmula 1, foi o terceiro colocado no Grande Prêmio do Brasil de 1989. Daniel Orzechowski, na natação, e Márcia Narloch, no atletismo, tiveram êxito em competições continentais, conquistando medalhas nos Jogos Sul-Americanos e nos Jogos Pan-Americanos, respectivamente. O nadador Talisson Glock conquistou duas medalhas nos Jogos Paralímpicos de Verão de 2016. O lutador de artes marciais mistas Vitor Miranda e o jogador de basquete Tiago Splitter também alcançaram grande fama internacional participando, respectivamente, das competições Ultimate Fighting Championship (UFC) e National Basketball Association (NBA).